# Steve Ralston
Steve Ralston (ur. 14 czerwca 1974 w Oakville) – amerykański piłkarz występujący najczęściej na pozycji prawego pomocnika. Tymczasowy trener San Jose Earthquakes.

## Początki
Ralston uczęszczał do Florida International University, gdzie występował w uniwersyteckiej drużynie FIU Golden Panthers.

## Kariera klubowa
Za pośrednictwem 18. miejsca w MLS College Draft 1996 młody zawodnik dołączył do zespołu Tampa Bay Mutiny, który występował w nowo założonej Major League Soccer. Szybko został odznaczony nagrodą MLS Rookie of the Year. Podczas swojej pięcioletniej grze w Mutiny wystąpił w nim aż 177 razy, dzięki czemu został najczęściej grającym zawodnikiem w historii klubu. W 2001 roku został sprzedany do New England Revolution. W pierwszym sezonie w nowej drużynie został królem asyst ligi – skompletował ich 19. Przez kilka sezonów pełnił funkcję kapitana Revolution.
W 2010 roku jako na zasadzie wolnego transferu podpisał kontrakt z drugoligowym AC St. Louis. Doświadczony pomocnik z miejsca został podstawowym zawodnikiem tego zespołu. Niedługo potem ogłoszono, że Ralston powróci do New England Revolution z powodu trudnej sytuacji finansowej St. Louis. Po rozegraniu jednego meczu zakończył karierę piłkarską.
Steve Ralston przez 13 lat był jedną z najjaśniej świecących gwiazd w Major League Soccer. W ligowej klasyfikacji jest na pierwszym miejscu pod względem rozegranych spotkań (378), spotkań w wyjściowej jedenastce (372), asyst (135) oraz minut spędzonych na boisku (33,143).

## Kariera reprezentacyjna
Ralston zadebiutował w reprezentacji USA 17 stycznia 1997 w spotkaniu z Peru. Brał udział w Złotym Pucharze CONCACAF 2003, Złotym Pucharze CONCACAF 2005 i Złotym Pucharze CONCACAF 2007. Zwyciężył w dwóch ostatnich z wymienionych turniejów. Ogółem dla The Yanks rozegrał 36 spotkań i zdobył 4 gole. Nigdy nie znalazł się w składzie na Mistrzostwa Świata.

### Gole w reprezentacji
| #  | Data             | Miejsce              | Przeciwnik | Gol   | Wynik | Zawody                     |
| -- | ---------------- | -------------------- | ---------- | ----- | ----- | -------------------------- |
| 1. | 18 stycznia 2003 | Fort Lauderdale, USA | Kanada     | 4 – 0 | 4–0   | Mecz towarzyski            |
| 2. | 19 lipca 2003    | Foxborough, USA      | Kuba       | 3 – 0 | 5–0   | Złoty Puchar CONCACAF 2003 |
| 3. | 30 marca 2005    | Birmingham, USA      | Gwatemala  | 2 – 0 | 2–0   | Kwalifikacje do MŚ 2006    |
| 4. | 3 września 2005  | Columbus, USA        | Meksyk     | 2 – 0 | 2–0   | Kwalifikacje do MŚ 2006    |

## Kariera trenerska
Zaraz po podpisaniu kontraktu z AC St. Louis ogłoszono, że Ralston będzie tam asystentem trenera Claude’a Anelki. Po zakończeniu kariery piłkarskiej taką samą funkcję pełnił w Houston Dynamo.

## Osiągnięcia
- New England Revolution
- Zdobywca US Open Cup: 2007
- Zwycięzca SuperLigi: 2008
- Reprezentacja USA
  - Zdobywca Złotego Pucharu CONCACAF: 2005, 2007
- Indywidualne
  - MLS Rookie of The Year: 1996

## Życie prywatne
Steve i jego żona Rachel mają dwie córki: Annę (ur. 2002) i Clarę (ur. 2008) oraz syna, Liama (ur. 2006).